# Dobrovnik (gemeente)
Dobrovnik (Hongaars: Dobronak, Duits: Dobronack) is een gemeente in Slovenië. De gemeente Dobrovnik behoort tot het gebied, waar de autochtone Hongaarse minderheid woont. In Dobrovnik ligt het Meer van Bukovnik (Bukovniško jezero).
De gemeente is naast Hodos de enige gemeente in Slovenië waar de Slovenen niet de meerderheid van de bevolking uitmaken. De Hongaren zijn in beide gemeenten in de meerderheid. Samen met het stadje Lendava vormen de drie gemeenten het gebied waar de circa 6500 etnische Hongaren van Slovenië wonen.

## Plaatsen in de gemeente
Dobrovnik, Strehovci, Žitkovci
Apače · Beltinci · Cankova · Črenšovci · Dobrovnik · Gornja Radgona · Gornji Petrovci · Grad · Hodoš · Kobilje · Križevci · Kuzma · Lendava · Ljutomer · Moravske Toplice · Murska Sobota · Odranci · Puconci · Radenci · Razkrižje · Rogašovci · Šalovci · Sveti Jurij · Tišina · Turnišče · Velika Polana · Veržej